# József Grassy
József Grassy, madžarski general, * 1894, † 1946.